# Arvid Hammarlund
Arvid Hammarlund, född 7 januari 1888, död 17 oktober 1963 i Vantörs församling i Stockholm, var en svensk skådespelare.

## Filmografi
- 1916 – Vägen utför
- 1916 – Ur en foxterriers dagbok
- 1916 – Ministerpresidenten
- 1916 – Fången på Karlstens fästning
- 1916 – Aktiebolaget Hälsans gåva
- 1916 – Calle som miljonär
- 1917 – I mörkrets bojor
- 1918 – Ur en foxterriers dagbok II
- 1975 – Mysteriet natten till den 25:e